# 仲山ひふみ
仲山 ひふみ（なかやま ひふみ、1991年 - ）は、日本の批評家である。

## 人物
東京大学大学院人文社会系研究科博士後期課程に在籍すると同時に、サブカルチャー、実験音楽、現代アートなどを対象とする批評活動や、思弁的実在論、加速主義などの現代哲学を紹介する活動を行っている（2019年時点）。
2010年代以降、『現代思想』、『ユリイカ』、『ゲンロン』、『美術手帖』などの雑誌で現代哲学や美術に関する論考を書いている。「聴くことの絶滅に向かって――レイ・ブラシエ論」（『現代思想』2016年）や「紹介すること、感染すること : 思弁的実在論について」（『webゲンロン』2016年）などで現代哲学における思弁的実在論を紹介しており、後者の論考については、日本における思弁的実在論の主要な紹介者である哲学者の千葉雅也から多くの助言を受けたとしている。千葉雅也とは小泉義之（哲学者）を加えた共同討議「思弁的実在論「以後」とトランプ時代の諸問題」（『現代思想』2019年）などをはじめ、雑誌掲載文等でも共同の業績がある。
批評誌『アーギュメンツ　#3』を黒嵜想と共同編集している。

## 論文等
- 「音楽の暗号化 : やくしまるえつこの「声」に寄せて」、『ユリイカ』、2011年11月号
- 「『ポスト・ケージ主義』をめぐるメタ・ポレミックス」、『ユリイカ』、2012年10月号
- 「消費・自然・ジャンル : クラムボンについて」、『ユリイカ』、2015年3月号
- 「梶浦由記の音楽に関するヴァイラルな覚え書き」、『ユリイカ』、2015年11月号
- 「聴くことの絶滅に向かって――レイ・ブラシエ論」、『現代思想』、2016年1月号
- 「紹介すること、感染すること : 思弁的実在論について」、『ゲンロン観光通信』#7、2015年12月／『webゲンロン』、2016年[9]
- 「集中掲載 中国における技術への問い : 宇宙技芸試論 序論(1)」、ユク・ホイ共著、『ゲンロン』、2017年12月号
- 「集中掲載 中国における技術への問い : 宇宙技芸試論 序論(2)」、ユク・ホイ共著、『ゲンロン』、2018年5月号
- 「中国における技術への問い : 宇宙技芸試論 序論(3・最終回)」、ユク・ホイ共著、『ゲンロン』、2018年10月号
- 「討議　思弁的実在論「以後」とトランプ時代の諸問題」、千葉雅也・小泉義之共著、『現代思想』、2019年1月号
- 「Philosophy & Ethics 加速主義」、『現代思想』、2019年5月号臨時増刊号
- 「加速主義の政治的可能性と哲学的射程」、千葉雅也・河南瑠莉・セバスチャン・ブロイ共著、『現代思想』、2019年6月号
- 「『スパイダーバース』のフットワーク的分裂性」、web版『美術手帖』、2019年6月10日
- 「芸術と宇宙技芸(第1回)ポストヨーロッパ哲学のために」、ユク・ホイ共著、『ゲンロン』、2019年9月号
- 「マーク・フィッシャーの思弁的リスニング」、web版『美術手帖』、2019年9月5日
- 「ポストモダンの非常出口、ポストトゥルースの建築──フレドリック・ジェイムソンからレザ・ネガレスタニへ」、『10+1 website』、2019年10月号[10]
- 「座談会 円環に留まる倫理 : Vaporwave 2.0と男性原理」、銭清弘・山形一生共著、『ユリイカ』、2019年12月号
- 「ラリュエル的ホラーの言語」、『現代思想』、2020年1月号
- 「カタルシスの岸辺 : 創造の手前の労働にとどまることのカタルシス、ショップであることの可能性」、『美術手帖』、2020年10月号
- 「『リング三部作』と思弁的ホラーの問い」、『文藝』2021年秋号、河出書房新社、2021年[11]
- 「擬死的アディクション : 現代実在論と東浩紀の(非)ポストモダニズムの関係について」、『現代思想』、2021年6月号
- 「「呪怨シリーズ」と永遠回帰の思弁的再解釈」、『ユリイカ』、2022年9月号
- 「ポストモダンの呼吸を聴く : 坂本龍一の「音楽」について」、『ユリイカ』、2023年12月号